# Hientalklause
Die Hientalklause (auch: Mittereckerklause) ist eine Klause am Hientalbach in der Gemarkung Weißbacher Forst der Gemeinde Schneizlreuth. Zusätzlich zu ihrer Funktion als Klause fungierte die Hientalklause vermutlich auch als Schwenzklause für die Bäckinger Klause.
Die Klause und das Schleusenwärterhaus stehen unter Denkmalschutz und sind unter der Nummer D-1-72-131-53 in die Bayerische Denkmalliste eingetragen.

## Baubeschreibung
Bei der Hientalklause handelt es sich um ein Triftwehr aus Bruchsteinmauerwerk mit zugehörigem Triftwärterhaus.

## Geschichte
Die Hientalklause wurde bereits 1624 als Holzbauwerk erwähnt. Im Zuge der Erneuerung der bayerischen Salinen unter Kurfürst Karl Theodor entstand 1798 die heutige Klause, die 1897 durch einen weiteren Vorbau verstärkt wurde.
In den Jahren 1811/12 lieferte die Hientalklause 300 Klafter Holz an die Saline in Reichenhall.

## Lage
Die Hientalklause befindet sich am Oberlauf der Schwarzache weit vor der Bäckinger Klause westlich von Weißbach an der Alpenstraße auf einer Höhe von 840 m ü. NHN.